# Ľudovít Fulla
Ľudovít Fulla (Ružomberok, 27 febbraio 1902 – Bratislava, 21 aprile 1980) è stato un pittore, illustratore e scenografo slovacco.
È considerato uno dei fondatori della pittura e delle grafica slovacche moderne. Fu ispirato soprattutto dal folklore slovacco. I suoi arazzi sono considerati le opere fondanti di quest'arte in Slovacchia. Come illustratore è diventato celebre per avere illustrato le fiabe di Pavol Dobšinský.

## Biografia
Fin dalla più tenera età fu affascinato dalla pittura e dal disegno. Terminato il ginnasio a Ružomberok si iscrisse alla Scuola commerciale superiore di Dolný Kubín, che frequentò dal 1918 al 1921). Per un anno fu allievo privato della scuola di pittura di Gustáv Mallý a Bratislava. 
Nel 1922 decise di proseguire i suoi studi a Praga. Alla scuola artistico-industriale con i professori Arnošt Hofbauer e František Kysela apprese i principi dell'arte moderna. Durante gli studi strinse amicizia con Mikuláš Galanda, pittore di Turčianske Teplice, che era sette anni più vecchio di lui. Nacque così una collaborazione artistica che avrà lunga durata.
Terminò gli studi nel 1927 e ritornò in Slovacchia. Subito dopo il suo ritorno in patria, divenne insegnante di disegno a Senica e in seguito a  Malacky (1927-1929).
Nel 1928 il professor Josef Vydra invitò Ľudovít Fulla ad insegnare alla nuova Scuola di arte applicata (Škola umeleckých remesiel) di Bratislava. Qui ebbe occasione di incontrare nuovamente Mikuláš Galanda. La collaborazione fra i due artisti ebbe così pieno sviluppo durò fino alla morte di Galanda, avvenuta nel 1938. Le "Lettere private tra Fulla e Galanda (1930-1932)" possono essere considerate il primo manifesto della pittura moderna slovacca. 
Nel 1943 Fulla si trasferì a Martin, ma nel 1949 tornò a Bratislava, dove lavorò come capo del dipartimento di pittura decorativa monumentale dell'Alta scuola di arti figurative fino al 1952. A Žilina il pittore allestì una piccola galleria privata nella sua casa (1958). 
Dopo la morte della prima moglie, nel 1962 si trasferì dalle sorelle a Ružomberok. Nel 1969 lo Stato eresse su un terreno di suo nonno la Galleria Ľudovít Fulla. Si trattava di un dono per il lavoro artistico di tutta una vita e allo stesso tempo doveva diventare un museo delle opere che il pittore aveva donato allo Stato. In questo edificio l'artista visse per dieci anni. 
Ľudovít Fulla fu sepolto nella nativa Ružomberok.

## Opere e mostre

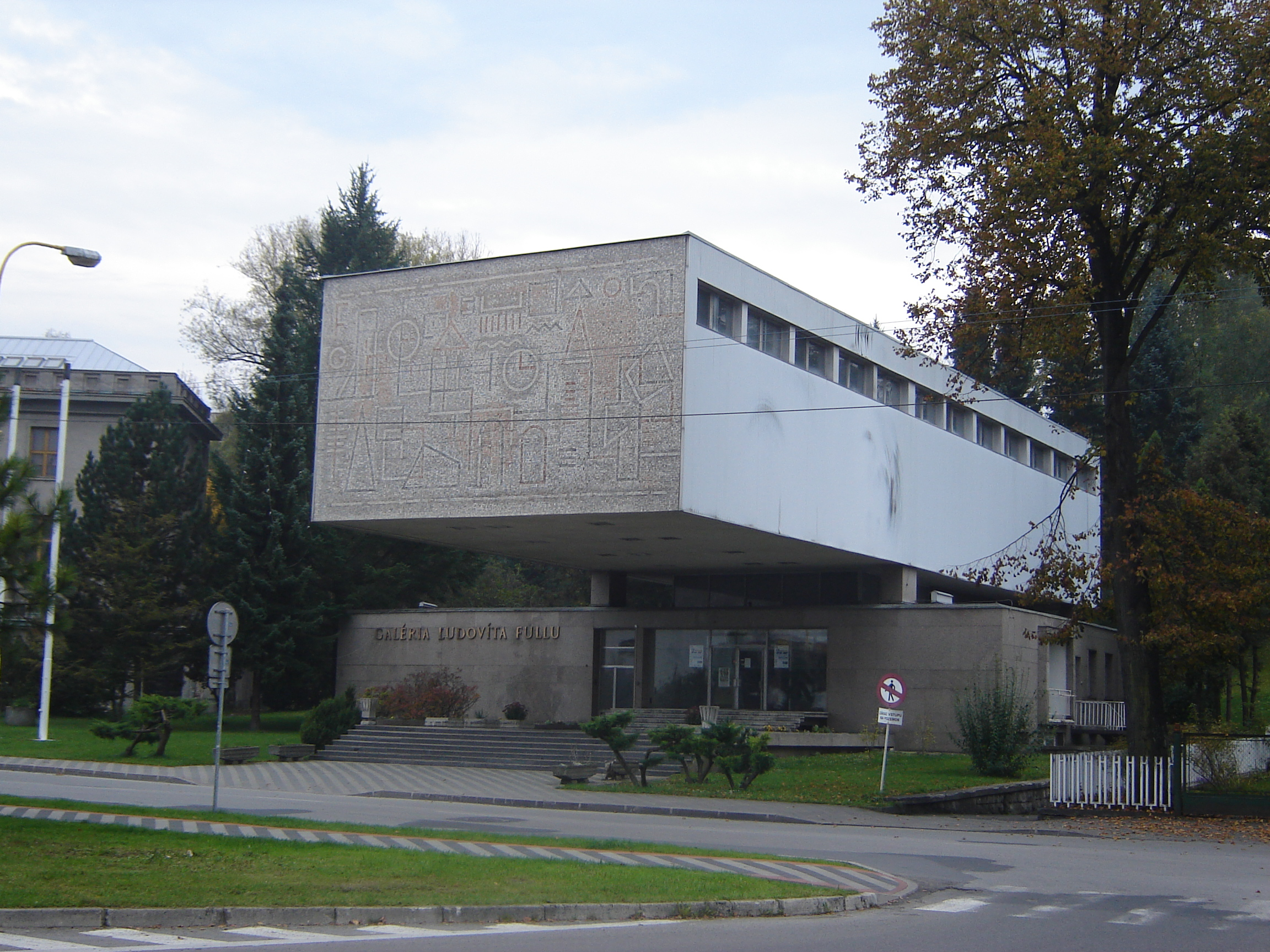
La Galleria Ľudovít Fulla, a Ružomberok.

All'inizio degli anni 1930 si presentò al pubblico con Mikuláš Galanda, pubblicando il manifesto "Lettere private di Fulla e Galanda" nel quale annunciavano la necessità di porre termine ai vecchi e insignificanti metodi artistici e manierismi alla moda e richiedevano di svoltare e fare strada  a nuovi mezzi espressivi e alle tecniche che corrispondevano alle esigenze delle trasformazioni dinamiche caratteristiche della vita dell'uomo e della società del XX secolo. 
Ľudovít Fulla cercava i paesaggi per i suoi dipinti in una semplice vita rurale. L'arte popolare, ma anche l'ispirazione delle icone, ha avuto la più grande influenza sullo stile dei due artisti. I distintivi colori brillanti e l'incrollabile sforzo di leggibilità/comprensibilità sono tipici di quasi tutto il lavoro di Fulla. Il disegno dei bambini, a cui tutti i pittori si rivolgevano in quel periodo, è indimenticabile. Fra le tendenze artistiche fu influenzato soprattutto dal cubismo.
Ľudovít Fulla espose a Bratislava, Žilina, Varsavia, Praga e Košice.

## Riconoscimenti
Nel 1936 ricevette una medaglia di bronzo per la scenografia alla Triennale di Milano. L'anno successivo vinse il Grand Prix della Mostra mondiale di Parigi con il quadro Pieseň a práca ("Canzone e lavoro"). Un arazzo che riproduce la stessa opera fu premiato con la medaglia d'oro a Expo 1958 a Bruxelles. Nel 1963 lo Stato gli riconobbe il titolo di Artista nazionale.

## Opere più famose

### Dipinti
- Deti pri mori ("Bambini al mare") olio su tela, 1929
- Madona s anjelom ("Madonna con l'angelo") – olio su tela, 1929
- Rybári ("Pescatori") – olio su tela, 1930
- Balóny ("Mongolfiere") – olio su tela, 1930
- Požehnanie statku ("La benedizione della fattoria") – olio su tela, 1932
- Vyhnanie z raja ("La cacciata dal Paradiso") - olio su tela, 1932, Národní galerie Praha (inv.č. O3439)
- Pieseň a práca ("Canzone e lavoro") – olio su tela, 1934 - 1935
- Madona s anjelmi ("Madonna con gli angeli") – tempera e olio su tela, 1946
- Slovenská svadba ("Nozze slovacche") - olio su tela, 1946
- Jánošík na bielom koni ("Jánošík sul cavallo bianco") – olio su tela, 1948
- Slovenská nevesta ("La sposa slovacca") – olio su tela, 1949
- Zuzana a starci ("Susanna e i vecchioni") – olio su tela, 1960

### Illustrazioni
- Popolvár ("Il fannullone") – acquarello, 1952
- Zakliaty zámok ("Il castello distrutto") – acquarello, 1952
- Braček jelenček ("Fratellino geloso") – acquarello, 1952
- Hrdá panička ("La padrona orgogliosa") – acquarello, 1952

### Grafica
- Notre Dame v Paríži ("Notre Dame di Parigi") – xilografia, 1938
- Veterná Bratislava ("Bratislava ventosa") – linotipia a colori, 1957
- Vtáčia krajina ("Il regno degli uccelli") – linotipia a colori, 1961

### Arazzi
- Pieseň a práca ("Canzone e lavoro") – arazzo in lana, 1957
- Trittico di arazzi:
  - Poľnohospodárstvo v minulosti ("L'agricoltura del passato") - 1957
  - Roľnícka svadba ("Matrimonio contadino") - 1957
  - Poľnohospodárstvo dnes  ("L'agricoltura oggi") - 1957
- Dedinská svadba ("Matrimonio al villaggio") - arazzo, 1959